# USS LST-698
O USS LST-698 foi um navio de guerra norte-americano da classe LST que operou durante a Segunda Guerra Mundial.